# Dicrodon heterolepis
Espèce
Synonymes
- Cnemidophorus heterolepis Tschudi, 1845
- Dicrodon calliscelis Cope, 1876
- Cnemidophorus centropyx Steindachner, 1891
- Cnemidophorus peruanus Steindachner, 1891
- Cnemidophorus tumbezanus Steindachner, 1891

Dicrodon heterolepis est une espèce de sauriens de la famille des Teiidae.

## Répartition
Cette espèce est endémique des régions côtières du Sud du Pérou.

## Publication originale
- Tschudi, 1845 : Reptilium conspectus quae in Republica Peruana reperiuntur et pleraque observata vel collecta sunt in itinere. Archiv für Naturgeschichte, vol. 11, n. 1, p. 150-170 (texte intégral).